# Arlingtonský národní hřbitov
Arlingtonský národní hřbitov (anglicky Arlington National Cemetery) se nachází v americkém státě Virginie. Hřbitov byl založen během americké občanské války na pozemku rodiny generála Leeho a jeho manželky Marry Ann Custis Leeové, která byla přímým potomkem Marthy Washingtonové. Je situován při řece Potomac a nachází se v sousedství budovy Pentagonu. Dopravní obsluha je zajišťována washingtonským metrem, stanice Arlington Cemetery.
Celková plocha hřbitova činí 2,53 km² a je zde pochováno 400 000 mrtvých a uloženo 5 000 uren. Jsou zde též pochováváni američtí veteráni a padlí vojáci, počínaje americkou občanskou válkou a válkou v Iráku a Afghánistánu konče. Prvním pochovaným vojákem byl William Henry Christman, pohřeb se konal dne 13. května 1864.
Mezi osobnosti pochované na tomto hřbitově patří John Fitzgerald Kennedy, Robert Kennedy, Jacqueline Kennedyová Onassisová, William Howard Taft, John Glenn, George Catlett Marshall, Robert Peary, Hiram Bingham nebo William F. Halsey. Hřbitov spolu s Arlington House, Memorial Drive, Hemicycle a Arlington Memorial Bridge tvoří historickou čtvrť Arlington National Cemetery, která byla v dubnu 2014 zapsána do Národního registru historických míst.

## Historie

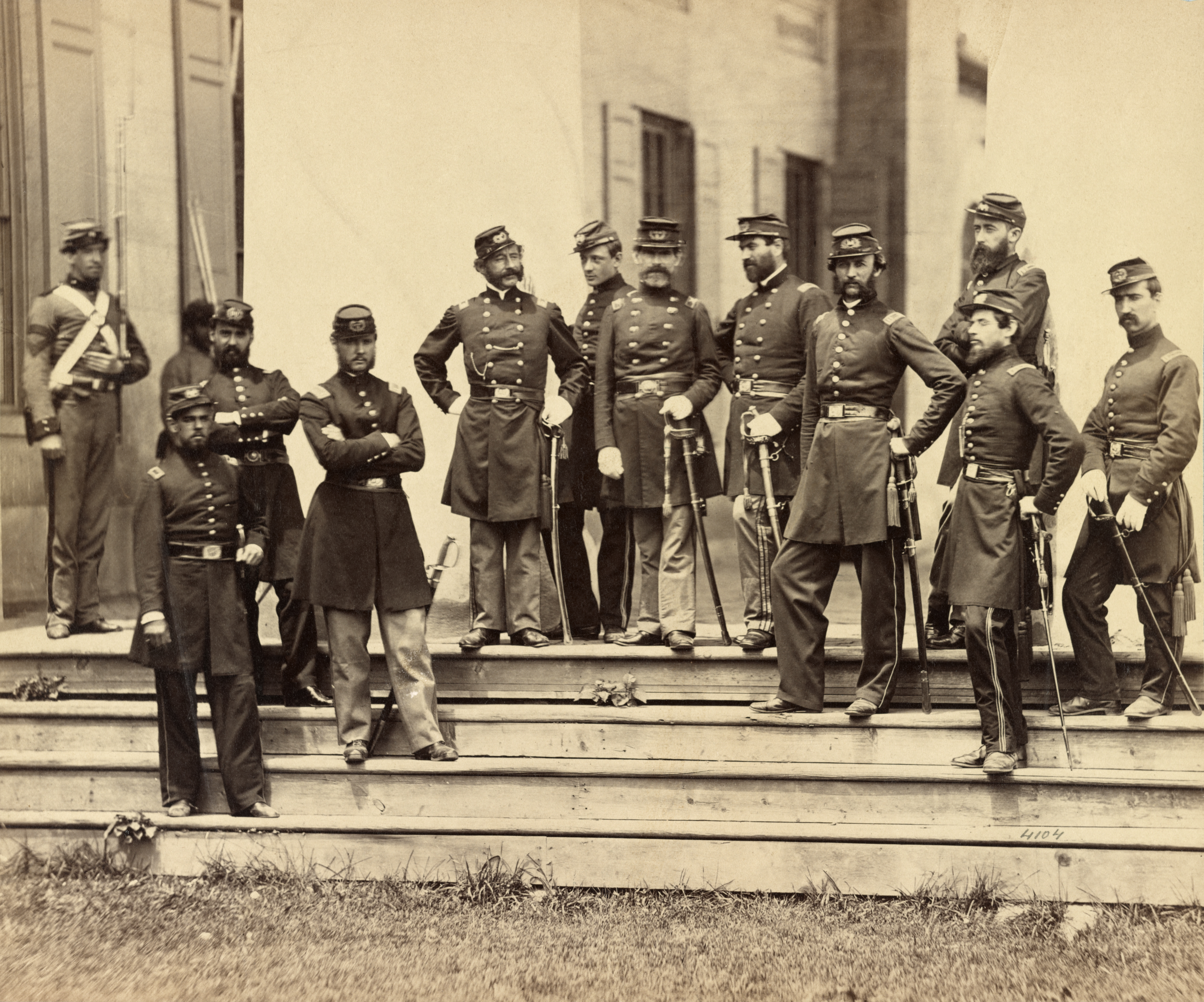
Důstojníci 8. newyorské státní milice v Arlington House, červen 1861

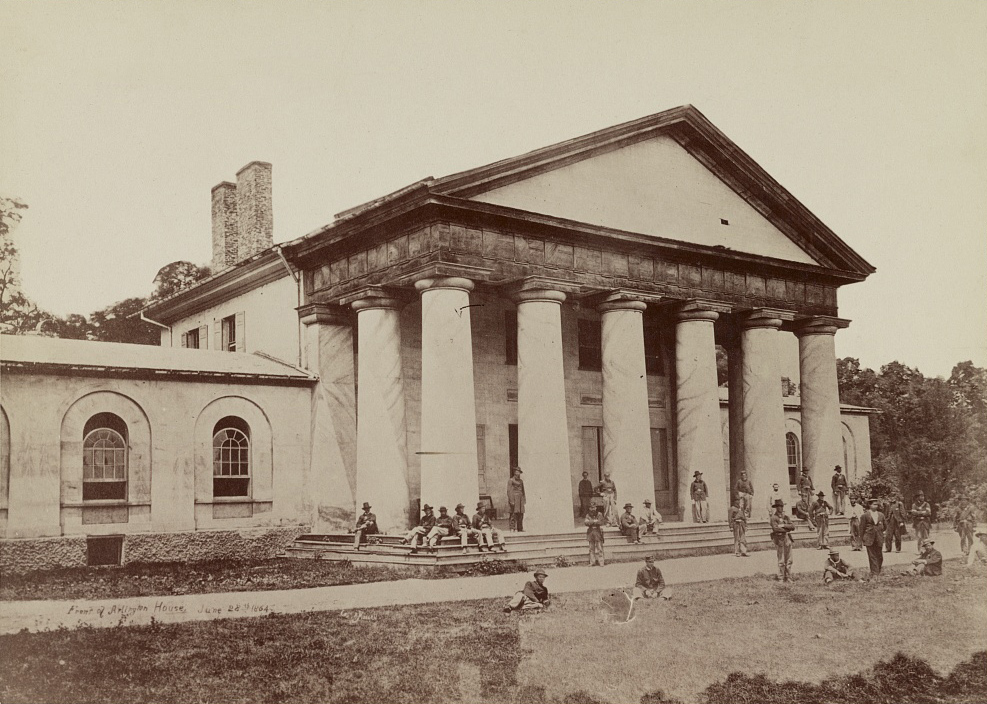
Arlingtonské sídlo, když bylo známé jako Custis-Lee Mansion, na trávníku 28. června 1864 s vojáky Unie.

George Washington Parke Custis, vnuk Marthy Washingtonové a adoptivní syn George Washingtona, získal v roce 1802 pozemek, na němž se dnes nachází Arlingtonský národní hřbitov, a zahájil stavbu Arlingtonského domu, který byl nakonec pojmenován podle vesnice Arlington v anglickém hrabství Gloucestershire, odkud jeho rodina pocházela. Majetek přešel na Custisovu dceru Mary Annu, která se provdala za důstojníka armády Spojených států Roberta E. Leeho. Custisova závěť udělila Mary Lee "doživotní dědictví", které jí umožňovalo žít a spravovat panství Arlington do konce života, ale neumožňovalo jí prodat žádnou jeho část. Po její smrti přešel arlingtonský majetek na jejího nejstaršího syna George Washingtona Custise Leeho. Budova byla dříve známá jako Custis-Lee Mansion.
Když Virginie po vypuknutí americké občanské války u pevnosti Fort Sumter vystoupila z Unie, Robert E. Lee 20. dubna 1861 rezignoval na svou funkci a převzal velení ozbrojených sil státu Virginie, později se stal velitelem Armády Severní Virginie. Dne 7. května jednotky virginské domobrany obsadily Arlington a Arlington House. Vzhledem k tomu, že vojska Konfederace obsadila arlingtonskou výšinu, ocitlo se hlavní město Unie v neudržitelné vojenské pozici. Dne 3. května generál Winfield Scott nařídil brigádnímu generálovi Irvinu McDowellovi, aby vyčistil Arlington a město Alexandrii ve Virginii od všech vojáků, kteří nebyli loajální Spojeným státům. Přestože Mary Leeová nechtěla Arlington House opustit, věřila, že její panství bude brzy znovu obsazeno federálními vojáky. Dne 14. května pohřbila na pozemku mnoho rodinných pokladů a odjela na panství své sestry v Ravensworthu v okrese Fairfax ve Virginii. McDowell obsadil Arlington bez odporu dne 24. května.

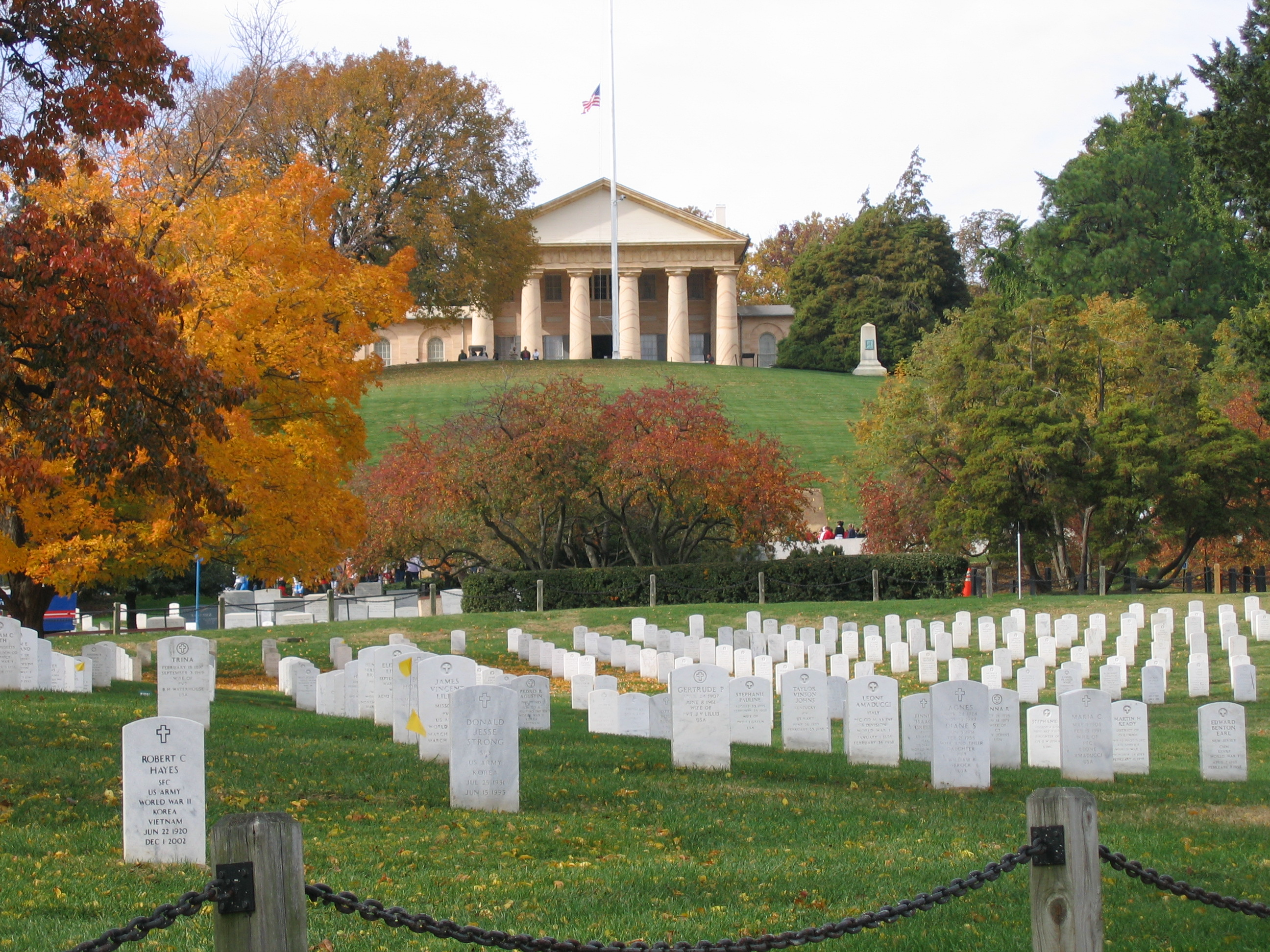
Arlington House

Na začátku občanské války byla většina vojáků, kteří padli v bitvě poblíž Washingtonu, pohřbena na hřbitově vojáků Spojených států ve Washingtonu nebo na alexandrijském hřbitově v Alexandrii ve Virginii, ale koncem roku 1863 byly oba hřbitovy téměř plné. Dne 16. července 1862 přijal Kongres zákon, který zmocnil federální vládu USA k nákupu pozemků pro národní hřbitovy pro vojenské zesnulé a pověřil vedením tohoto programu generálního kvartýrního mistra americké armády. V květnu 1864 utrpěla vojska Unie v bitvě v Divočině velké množství mrtvých. Generální kvartýrmajstr Montgomery C. Meigs nařídil, aby bylo provedeno šetření vhodných míst pro zřízení nového velkého národního vojenského hřbitova. Během několika týdnů jeho štáb oznámil, že nejvhodnějším pozemkem v oblasti je Arlington Estate. Pozemek byl vysoký a chráněný před záplavami (které by mohly odkrýt hroby), byl z něj estetický výhled na Kolumbijský distrikt. Byl to také domov vůdce ozbrojených sil Konfederovaných států amerických a odepřít Robertu E. Leemu po válce užívání jeho domu bylo cenným politickým hlediskem. První vojenský pohřeb v Arlingtonu, Williama Henryho Christmana, se uskutečnil 13. května 1864 poblíž dnešní severovýchodní brány v sekci 27. V roce 1864 byl pohřben i jeho otec. Meigs však formálně povolil zřízení pohřbů až 15. června 1864. K desegregaci pohřební praxe v Arlingtonu došlo až 26. července 1948, kdy prezident Harry S. Truman vydal nařízení č. 9981.

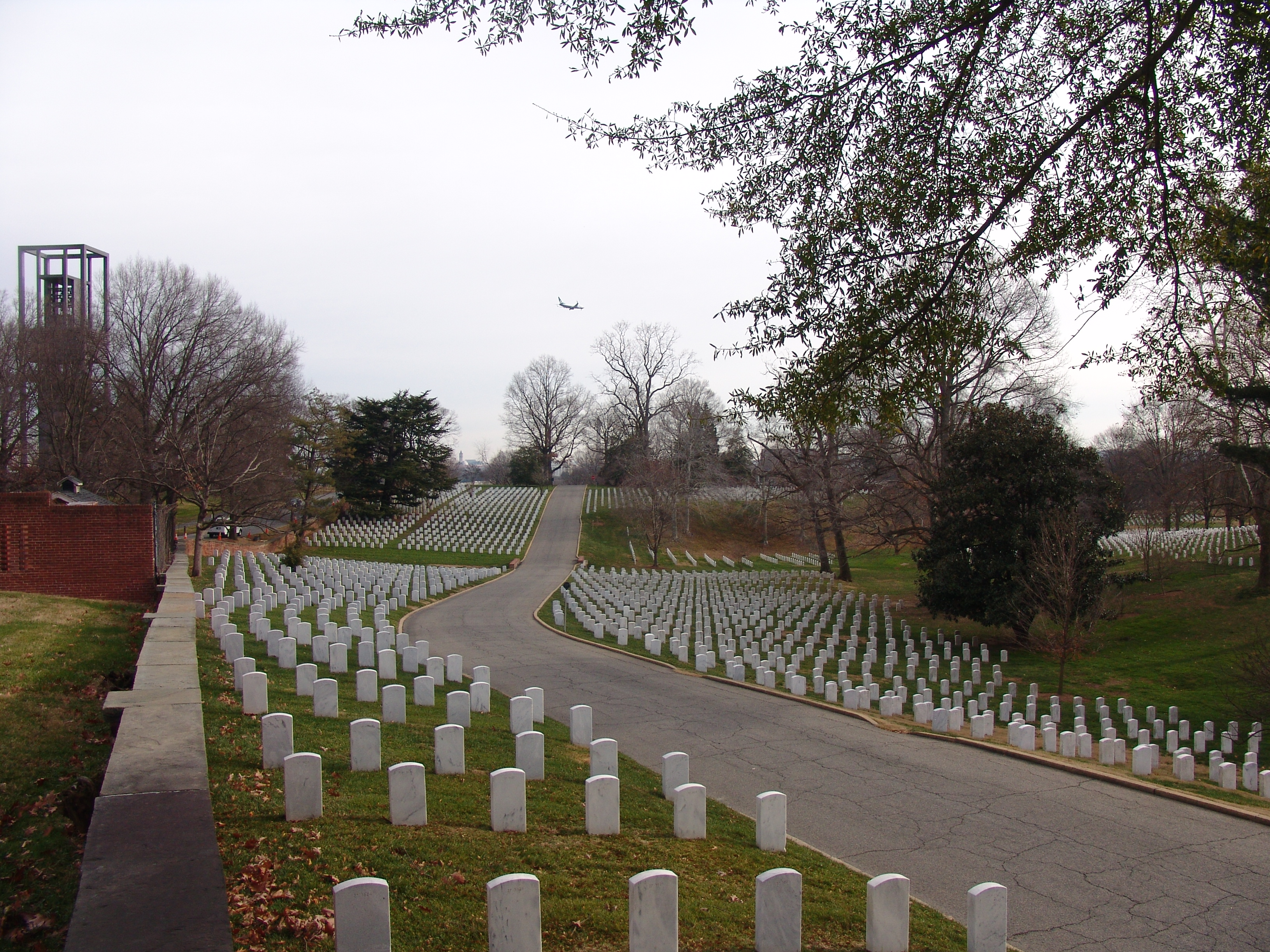
Arlingtonský národní hřbitov a Nizozemský karillon v prosinci 2012

Vláda získala Arlington v roce 1864 při daňovém prodeji za 26 800 dolarů, což se dnes rovná 443 454 dolarům. Paní Leeová se nedostavila osobně, ale poslala svého zástupce, který se snažil včas zaplatit daň z nemovitosti ve výši 92,07 dolarů (což se dnes rovná 1 523 dolarům) vyměřenou z pozůstalosti. Vláda však odmítla platbu přijmout. V roce 1874 zažaloval Custis Lee, dědic podle dědečkovy závěti, kterou majetek svěřil své matce, Spojené státy a domáhal se vlastnictví Arlingtonu. Dne 9. prosince 1882 rozhodl Nejvyšší soud USA ve věci Spojené státy v. Lee v poměru 5:4 v Leeův prospěch a rozhodl, že Arlington byl zkonfiskován bez řádného soudního procesu. Po tomto rozhodnutí mu Kongres majetek vrátil a 3. března 1883 jej Custis Lee při slavnostním podpisu smlouvy s ministrem války Robertem Toddem Lincolnem prodal zpět vládě za 150 000 dolarů (v roce 2021 to odpovídá 3 535 000 dolarům). Pozemek se poté stal vojenskou rezervací.

### Freedman's Village
Od roku 1863 využívala federální vláda jižní část pozemku, na kterém se nyní nachází hřbitov, jako osadu pro osvobozené otroky a dala jí název "Freedman's Village". Vláda zde postavila nájemní domy, které nakonec obývalo 1 100 až 3 000 osvobozených otroků, kteří během občanské války a po jejím skončení obdělávali 1 100 akrů (450 ha) pozemku a absolvovali školní a pracovní výcvik. Poté, co se pozemek stal součástí vojenské rezervace, však vláda požádala obyvatele, aby jej opustili. Když někteří zůstali, požádal John A. Commerford, správce Arlingtonského národního hřbitova, v roce 1887 armádního generálního kvartýrmajstra, aby vesnici uzavřel s odůvodněním, že lidé žijící ve vesnici v noci odnášeli ze hřbitova stromy, které používali jako palivové dříví.  Generální kvartýrmajstr a ministr války Commerfordovu žádost schválili. Poslední obyvatelé vesnice odešli poté, co 56. Kongres Spojených států amerických v roce 1900 vyčlenil 75 000 dolarů (což se dnes rovná 2 333 100 dolarům) na vyrovnání vládních dluhů vůči nim.

### Rozšíření
Vzhledem k omezenému prostoru, ale velkému počtu umírajících veteránů z druhé světové války, korejské války, vietnamské války a dalších, kteří chtěli být pohřbeni v Arlingtonu, se stala potřeba dalšího pohřebního místa na hřbitově naléhavou záležitostí. V roce 1991 realizoval správce hřbitova John C. Metzler mladší plán za 1,4 milionu dolarů na vyklizení bývalého parkoviště o rozloze 13 akrů (5,3 ha), aby vznikl prostor pro přibližně 9 000 nových hrobových míst.
V letech 1996 a 2001 získal hřbitov oprávnění převést 12 akrů (4,9 ha) lesních pozemků od Arlington House, který je pod kontrolou NPS, v roce 1999 37 akrů (15 ha) pozemků od ministerstva obrany, na kterých stála budova Navy Annex, 8 akrů (3,5 ha) pozemků od ministerstva obrany, které byly součástí hřbitova, a 3,5 ha pozemků od ministerstva obrany. 2 ha) pozemků v roce 1999 od ministerstva armády, které byly součástí pevnosti Fort Myer, 4 akry (1,6 ha) pozemků v roce 2004 od Arlington County v právu cesty Southgate Road a necelých 10 akrů (4,0 ha) pozemků od pevnosti Fort Myer v roce 2005.

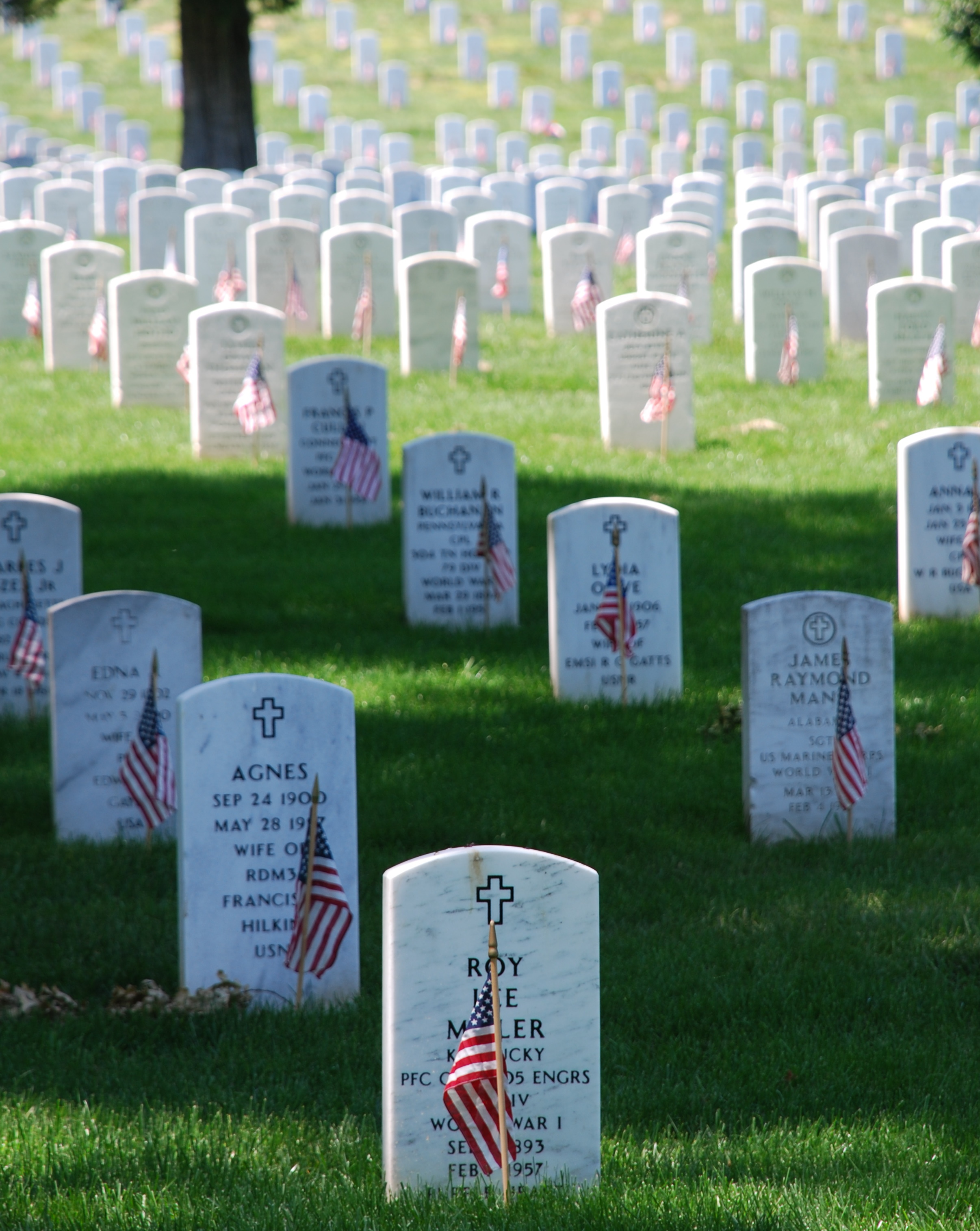
Náhrobky na hřbitově jsou každý Memorial Day den ozdobeny americkými vlajkami.

V roce 2007 Metzler realizoval projekt Millennium, plán rozšíření za 35 milionů dolarů, který měl začít využívat lesní pozemky v Arlingtonu, Fort Myer a pozemky příslušející námořnictvu. Součástí projektu byla také přeměna 40 akrů (16 ha) nevyužívaných ploch a 4 akrů (16 000 m²) pozemků pro údržbu v areálu hřbitova na pohřebiště v letech 2006 a 2007, aby bylo možné umístit dalších 26 000 hrobů a 5 000 pohřbů. Projekt Milénium rozšířil fyzické hranice hřbitova poprvé od 60. let 20. století a byl největším rozšířením pohřebního prostoru na tomto místě od americké občanské války. Metzlerovy plány kritizovalo několik skupin zabývajících se ochranou životního prostředí a památek, stejně jako NPS a správce Arlingtonského domu.
Dne 26. března 2013 bylo na základě zákona o konsolidovaných a dalších pokračujících rozpočtových prostředcích na rok 2013 (Public Law 113-6) vyčleněno pro ministerstvo obrany 84 milionů dolarů na plánování, projektování a výstavbu projektu Millenium. Legislativa navíc přidělila DoD 19 milionů dolarů na studii, plánování a projektování budoucího rozšíření pohřebních prostor hřbitova.

### Spory o rozšíření pozemku v příslušenství námořnictva
V roce 1998 vedl návrh Kongresu na rozšíření hřbitova o pozemky, které v té době zabíraly Navy Annex a Fort Myer, k obavám, že nebyl řádně konzultován s představiteli Arlington County, což vedlo ke stažení návrhu. Nicméně zákon o národní obraně pro fiskální rok 2000 (Public Law 106-65), který byl přijat v říjnu 1999, následně požadoval, aby ministr obrany převedl správní pravomoc nad pozemkem o rozloze 36 akrů (15 ha) Navy Annex na ministra armády. Zákon požadoval, aby ministr obrany budovy Annexu zboural a připravil pozemek k využití jako součást hřbitova, a zároveň požadoval, aby ministr armády začlenil pozemek Annexu do hřbitova.
V lednu 2013 podepsali ředitel okresu Arlington County ve Virginii a výkonný ředitel armádních národních vojenských hřbitovů (sestávajících z Arlingtonského národního hřbitova a Národního hřbitova vojáků a letců Spojených států amerických) memorandum o porozumění (MOU) mezi Arlingtonským okresním úřadem a ministerstvem armády o dalším rozšíření hřbitova. Podle předběžného plánu by se okres Arlington vzdal věcného břemene pro silnici Southgate Road (která leží mezi pozemkem Navy Annex a hranicí hřbitova v roce 2012) a získal by úzké věcné břemeno podél jihozápadní hranice pozemku Navy Annex pro novou silnici Southgate Road. Výměnou za to by ministerstvo obrany přenechalo okresu parkoviště u Navy Annex.
Armáda by také převedla na Arlington County pozemky západně od ulice South Joyce Street až po Columbia Pike. Kromě toho by Commonwealth of Virginia převedl na hřbitov zhruba severní polovinu pozemku ministerstva dopravy Virginie ohraničeného ulicemi South Joyce Street, Columbia Pike a South Washington Boulevard. Čtyřlístková křižovatka mezi Columbia Pike a S. Washington Blvd. by byla zrušena a zatáčka na Columbia Pike by byla narovnána, aby byl zajištěn bezpečnější a přirozenější výjezd z S. Washington Blvd. na Columbia Pike. Ačkoli přesné výměry nebyly specifikovány a plán závisel na spolupráci se státem Virginie, v případě realizace memoranda o porozumění by vznikl souvislejší pozemek pro hřbitov.
V prosinci 2016 však zákon o národní obraně pro fiskální rok 2017 (Public Law 114-328) povolil armádnímu sekretáři rozšířit hřbitov tím, že od Arlington County a Commonwealth of Virginia získá odkoupením a jinými způsoby nemovitosti v blízkosti hřbitova, které obsahují pravé pásy silnic Southgate Road, South Joyce Street a Washington Boulevard, včetně křižovatky Washington Boulevard-Columbia Pike. Armáda poté v červnu 2017 informovala vládu okresu Arlington, že již nebude usilovat o výměnu pozemků s okresem. Armáda okresu sdělila, že armáda využije celý pozemek Navy Annex k rozšíření hřbitova a získá pro hřbitov asi 5 akrů (2,0 ha) veřejných pozemků, které tehdy vlastnil Arlington County. Armáda by pro rozšíření hřbitova získala také asi 7 akrů (2,8 ha) pozemků nacházejících se mezi Columbia Pike a mezistátní silnicí 395, které tehdy vlastnil Virginský svaz.
V roce 2018 inženýrský sbor americké armády oznámil, že rozšíření umožní 40 000 až 60 000 dalších pohřbů a bude zahrnovat stávající památník letectva Spojených států. Výstavba komunikací je plánována na roky 2021–2023 a samotného hřbitova na roky 2023–2025. Celkové náklady na projekt činí 274 milionů dolarů. Projekt se rozkládá na ploše 70 akrů (28 ha) a díky uzavření a přeložení místních komunikací umožní hřbitovu využít bývalý pozemek námořnictva a zůstat v sousedství. Columbia Pike a křižovatka budou přeloženy tak, aby se maximalizoval prostor pro pohřbívání. Stávající provozní komplex bude rovněž přemístěn jižně od Columbia Pike a jeho současné místo se stane pohřebním prostorem. Předpokládá se, že díky tomuto rozšíření bude hřbitov otevřen až do poloviny století.

### Spor o rozšíření Arlington Woods

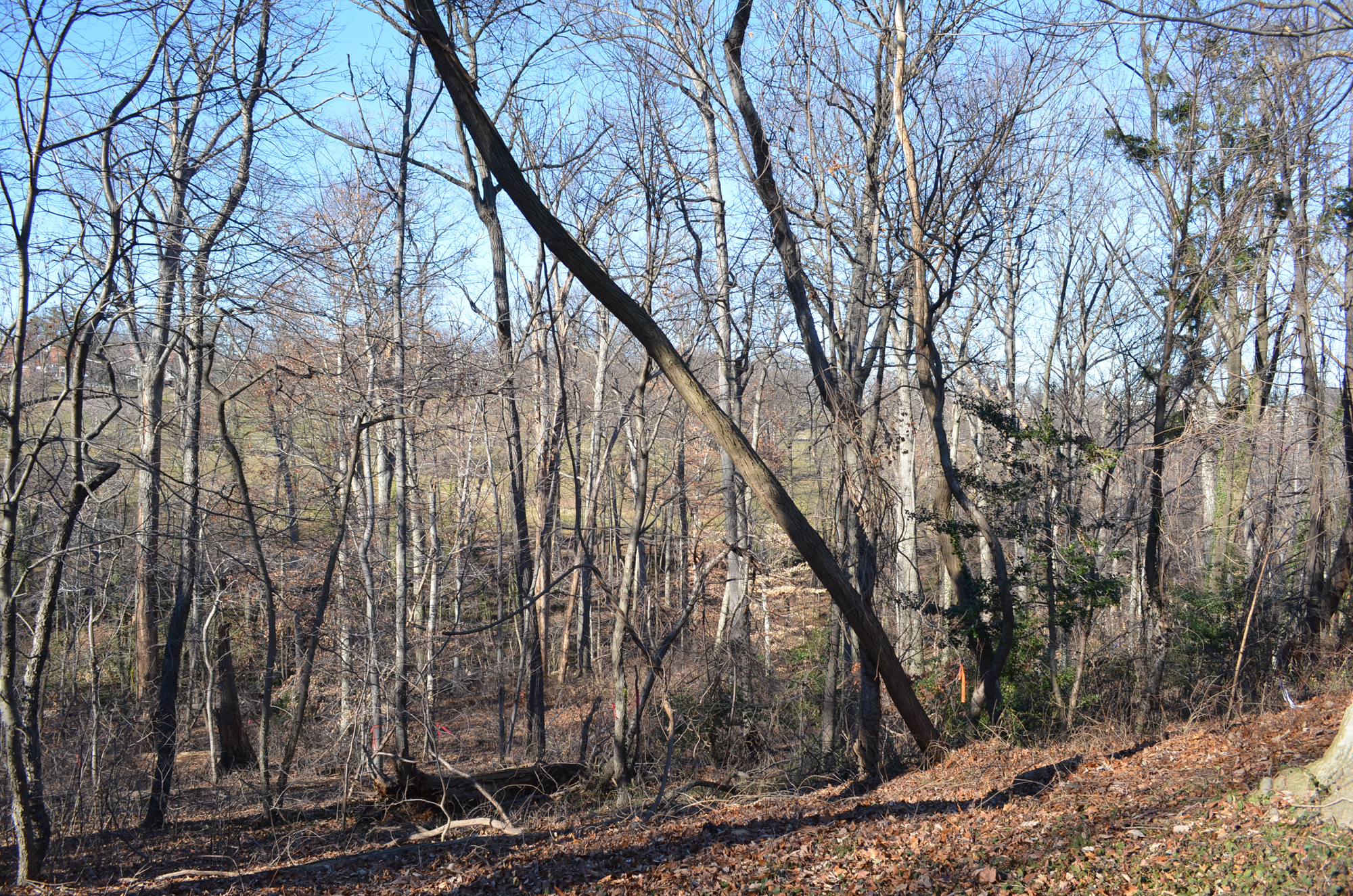
Část Arlingtonského lesa na Humphreys Drive (2013)

Dne 22. února 1995 podepsali představitelé Ministerstva vnitra Spojených států amerických a  Ministerstvem obrany Spojených států amerických dohodu o převodu části Arlingtonského lesa, který se nacházel v sekci 29 NPS na Arlingtonském národním hřbitově mezi Arlingtonským domem a Fort Myer, z Arlingtonského domu, památníku Roberta E. Leeho, na armádu. Převod majetku, který se týkal 12 akrů (4,9 ha) pozemků NPS, měl Metzlerovi umožnit začít rozšiřovat hřbitov za jeho stávající hranice.
Ochránci životního prostředí vyjádřili obavy, že dohoda povede k částečnému zničení zbytku historicky významného porostu původních dřevin o rozloze 24 akrů (9,7 ha). Historická značka poblíž lesního porostu uvádí, že při návštěvě Arlington House v roce 1825 varoval Gilbert du Motier, markýz de Lafayette, Mary Lee Fitzhugh Custisovou, manželku George Washingtona Parka Custise: "Chraňte tyto lesní stromy kolem svého sídla. Vzpomeňte si, o kolik snazší je strom pokácet než nechat vyrůst." Značka dále uvádí, že Virginská společnost pro původní rostliny (Virginia Native Plant Society) uznala tento les jako jeden z nejlepších příkladů starého terasovitého štěrkového lesa, který se ve Virginii zachoval.
Dne 23. září 1996 autorizační zákon o národní obraně pro fiskální rok 1997 (Public Law 104-201) zmocnil ministra vnitra převést na ministra armády všechny pozemky v sekci 29, které se nacházely v "pohřební zóně Arlingtonského národního hřbitova", a část pozemků v sekci, která se nacházela v "zóně ochrany památníku Roberta E. Lee".
Dne 5. března 1998 NPS, která je součástí ministerstva vnitra, informovala Národní plánovací komisi hlavního města, že chce na hřbitov převést pouze 4 akry (1,6 ha), nikoli 12 akrů (4,9 ha), jak bylo popsáno v dohodě z roku 1995. Metzler v odpovědi uvedl: "V tomto případě se jedná o následující: "Byl jsem překvapen. Budeme však nadále spolupracovat s ministerstvem vnitra a uvidíme, co se stane."
Dne 12. července 1999 vydalo NPS ve Federálním rejstříku oznámení, v němž oznámilo, že je k dispozici posouzení vlivu převodu na životní prostředí (EA). V EA se uvádělo, že v zóně zátiší se nachází nejstarší a největší plocha klimaxového východního lesa s tvrdým dřevem v okrese Arlington. Jednalo se o stejný typ lesa, který kdysi pokrýval arlingtonské panství a který se obnovil z historicky přítomných stromů. Lesnická studie určila, že reprezentativní strom byl starý 258 let. Bylo také zjištěno, že v zásahové zóně se kromě zdrojů v ochranné zóně nacházejí také významné archeologické a kulturní krajinné zdroje. V EA byly popsány čtyři alternativní způsoby opatření.
Na rozdíl od vyjádření NPS pro Národní plánovací komisi hlavního města z března 1998 se v EA z roku 1999 uvádí, že preferovaná alternativa (alternativa 1) by převedla na hřbitov přibližně 9,6 akrů (3,9 ha), které zahrnují většinu pohřební zóny a severní cíp ochranné zóny. Další alternativa (alternativa 3) by převedla na hřbitov 12 akrů (4,9 ha) pohřební zóny, zatímco 12,5 akrů (5,1 ha) ochranné zóny by zůstalo v jurisdikci NPS. Závěr EA: "Veřejný zákon 104-201 nařídil ministru vnitra převést na ministra armády jurisdikci nad pohřební zónou, což je plán v alternativě 3. V alternativě 3 se předpokládá, že zóna pohřbívání bude převedena na hřbitov. Přijetí kterékoli z ostatních alternativ by vyžadovalo legislativní opatření ke změně stávajícího zákona."

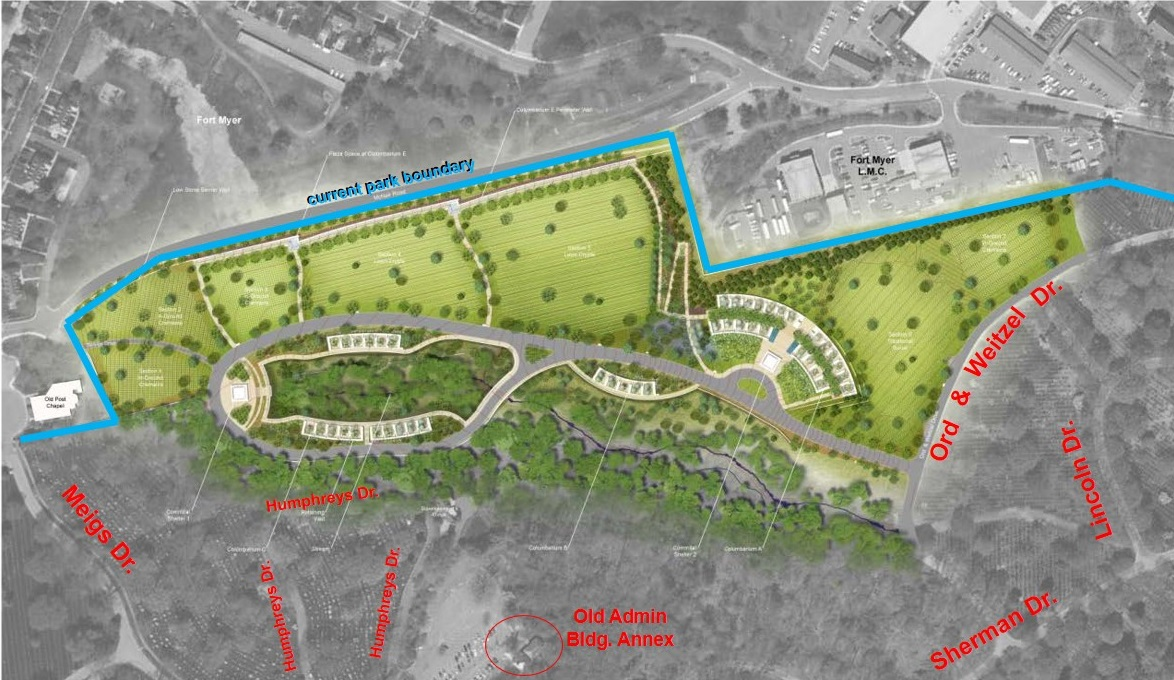
Mapa zobrazující rozšíření Arlingtonského národního hřbitova v rámci projektu Millennium do Arlington Woods a Fort Myer.

Dne 28. prosince 2001 byla zákonem o autorizaci národní obrany na fiskální rok 2002 (Public Law 107-107) zrušena "zastaralá" část Public Law 104-201, která povolovala převedení části § 29 na ministra armády. Nová legislativa požadovala, aby ministr vnitra do 30 dnů převedl na ministra armády přibližně 12 akrů (4,9 ha) Zóny pohřebiště. Převod se tedy týkal celých 12 akrů (4,9 ha) pozemků NPS, které byly popsány v dohodě z roku 1995 a v alternativě 3 v EA z roku 1999.
Právní předpisy z roku 2001 ukládaly ministru armády povinnost využívat pohřební zónu pro pohřební místa v zemi a kolumbária. Kromě toho legislativa požadovala, aby ministr vnitra spravoval zbývající část sekce 29 "na dobu neurčitou, aby poskytovala přirozené prostředí a vizuální nárazník pro Arlington House, památník Roberta E. Leeho".
Dne 12. prosince 2012 požádal Sbor inženýrů armády Spojených států o připomínky k návrhu EA, který popisoval další rozšíření Arlingtonského národního hřbitova v rámci projektu Millennium. Návrh EA z roku 2012 měl realizovat přeměnu 17 akrů (6,9 ha) pozemků Ft Myer a také 10 akrů (4,0 ha) lesních pozemků sekce 29 na pohřebiště. Návrh EA popisoval sedm alternativ. Upřednostňovaná alternativa (alternativa E) předpokládala odstranění přibližně poloviny z 1 700 stromů o průměru 15 cm (6 palců) nebo větším v areálu. Přibližně 640 stromů se nacházelo v části Arlingtonského lesa staré 135 let. Návrh EA dospěl k následujícím závěrům: "Na základě vyhodnocení vlivů na životní prostředí..... se neočekávají žádné významné dopady navrhované akce, a proto nebude vypracováno prohlášení o vlivu na životní prostředí a bude vypracováno a podepsáno prohlášení o neexistenci významného vlivu."
Dne 12. března 2013 vydal Sbor inženýrů revidované hodnocení vlivů na životní prostředí pro projekt Milénium. Revidované EA obsahovalo kopie řady připomínek veřejnosti k návrhu EA, které kritizovaly projekt a části EA a zároveň navrhovaly alternativní místa pro nové vojenské pohřby v blízkosti hřbitova i jinde. Ministerstvo lesního hospodářství státu Virginie však na základě informací uvedených v návrhu EA shledalo, že projekt nebude mít významný negativní dopad na lesní zdroje státu Virginie. Revidované hodnocení EA nezměnilo preferovanou alternativu (alternativa E) ani plány armády na přípravu a podepsání závěru o neexistenci významného dopadu (FONSI), který byl popsán v návrhu EA. Revidovaná EA nezměnila preferovanou alternativu (alternativa E) ani plány armády na vypracování a podepsání závěru o neexistenci významného dopadu (FONSI), který byl popsán v návrhu EA.
Dne 5. června 2013, po přezkoumání 100 připomínek veřejnosti, které obdržel k revidovanému EA, vydal inženýrský sbor konečné EA a podepsané FONSI pro projekt Millennium. Konečná verze EA a FONSI zachovávaly alternativu E jako preferovanou alternativu. V konečné verzi EA se uvádí, že z 905 stromů, které mají být odstraněny, je 771 zdravých původních stromů o průměru 6 až 41 palců. Projekt by odstranil přibližně 211 stromů na ploše menší než 2,63 akrů (1,06 ha), která obsahuje část 145 let starého lesa, jenž se nacházel v hranicích historického okrsku, který byl popsán ve formuláři nominace Arlington House na zápis do Národního registru historických míst v roce 1966. Z plochy staré přibližně 105 let by bylo odstraněno přibližně 491 stromů. Z bývalé piknikové plochy by bylo odstraněno přibližně 203 stromů starých 50 až 145 let. Na veřejném slyšení dne 11. července 2013 schválila plánovací komise hlavního města National Capital Planning Commission územní a stavební plány projektu Millennium.

### Spor ve věci špatného hospodaření v roce 2010
Dne 9. června 2010 udělil armádní sekretář John M. McHugh důtku správci hřbitova Johnu C. Metzlerovi mladšímu a jeho zástupci Thurmanu Higgenbothamovi poté, co zpráva generálního inspektora ministerstva obrany odhalila, že úředníci hřbitova umístili na hroby špatné náhrobní kameny, pohřbívali rakve do mělkých hrobů a těla pohřbívali na sebe. Metzler, který již 2. července 2010 oznámil svůj záměr odejít do důchodu, připustil, že došlo k některým chybám, ale odmítl obvinění z rozsáhlého nebo závažného pochybení. Vyšetřování také zjistilo, že zaměstnance hřbitova v jejich každodenní práci zatěžovalo "nefunkční řízení, nedostatek zavedených zásad a postupů a celkově nezdravé organizační klima". Metzler i Higgenbotham odešli brzy po zahájení vyšetřování do důchodu.
V březnu 2011 v důsledku zjištěných problémů oznámila Kathryn Condonová, nedávno jmenovaná výkonná ředitelka Armádních národních vojenských hřbitovů, že počet zaměstnanců hřbitova byl zvýšen ze 102 na 159 osob. Dodala, že hřbitov rovněž pořizuje další vybavení, protože "neměli vhodné vybavení, aby mohli práci vykonávat skutečně na úrovni, kterou potřebovali".
Kontroverze ohledně špatného hospodaření se týkaly i omezení přístupu hromadných sdělovacích prostředků na pohřby, což se rovněž ukázalo jako kontroverzní. Až do roku 2005 správa hřbitova umožňovala se souhlasem rodiny volný přístup tisku k pokrývání pohřbů na hřbitově. Podle deníku The Washington Post z roku 2008 hřbitov zhruba od roku 2005 postupně zaváděl stále větší omezení pro mediální pokrytí pohřbů.

### Fluktuace v řadách managementu
Poté, co začaly končit spory o vedení hřbitova, jmenovala armáda v červnu 2010 Patricka K. Hallinana úřadujícím správcem hřbitova. V říjnu 2010 byl do této funkce povýšen natrvalo. Hallinan předtím pracoval v Úřadu pro terénní programy v Národní správě hřbitovů, která je agenturou Ministerstva pro záležitosti veteránů Spojených států. V této funkci Hallinan dohlížel na 131 národních hřbitovů, politiku, postupy a provoz národních hřbitovů. Po odchodu Kathryn Condonové do důchodu na jaře 2014 byl Hallinan povýšen na výkonného ředitele armádních národních vojenských hřbitovů.
V květnu 2014 Hallinan odstoupil a na jeho místo superintendenta hřbitova nastoupil Jack E. Lechner, Jr. Lechner před nástupem do americké armády působil 10 let jako ředitel pohřební služby v soukromém sektoru. Dosáhl hodnosti plukovníka (do důchodu odešel v listopadu 2011) a v letech 2008 až 2010 působil jako náčelník zásobovacího oddělení sboru náčelníků štábů, kde dohlížel na vybavení iráckých a afghánských národních bezpečnostních sil. Od června 2010 působil jako výkonný důstojník a zástupce náčelníka hřbitova pod Hallinanem.
Armáda Lechnera odvolala z funkce superintendenta hřbitova počátkem srpna 2015 poté, co hodnocení jeho výkonnosti "zpochybnilo jeho schopnost úspěšně vykonávat funkci vyššího vedoucího". Armáda odmítla poskytnout bližší informace a jmenovala Hallinana dočasným správcem hřbitova, dokud armáda nenajde jeho nástupce.
Dne 2. března 2017 byla superintendantkou jmenována Katharine Kelleyová, bývalá armádní důstojnice a vyšší civilní zaměstnankyně výkonné služby ministerstva armády. V březnu 2019 přešla na jinou armádní pozici.
Charles R. "Ray" Alexander, bývalý armádní plukovník a vyšší civilní zaměstnanec výkonné služby ministerstva armády, byl jmenován superintendantem 18. února 2020.

### Věnce napříč Amerikou

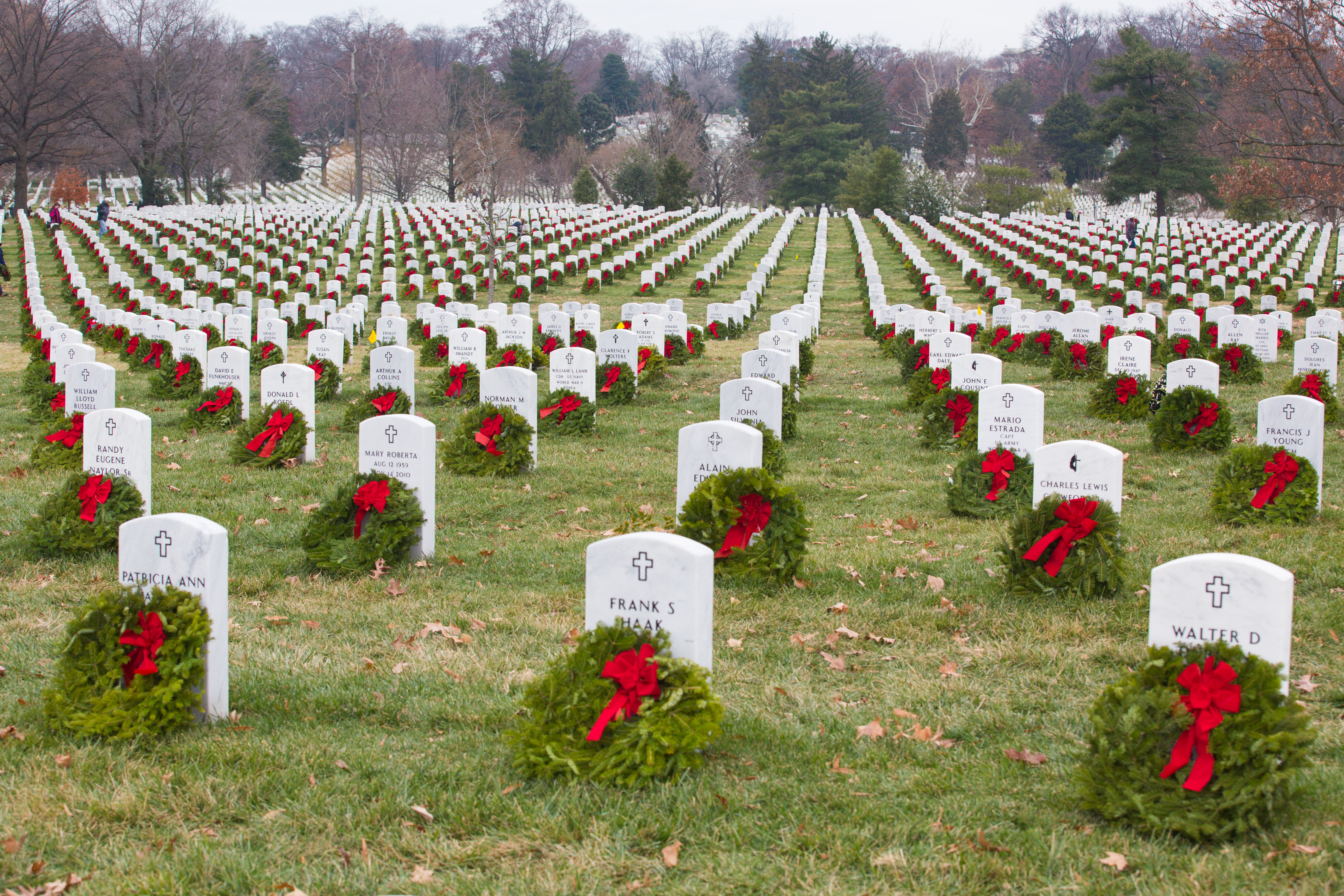
Věnce dodané organizací Wreaths Across America v roce 2013

V roce 1992 měla firma Morrill Worcester v Harringtonu ve státě Maine na konci prázdnin přebytek věnců. Worcester si vzpomněl na chlapecký výlet na hřbitov a s pomocí dobrovolníků a místní dopravní společnosti věnoval hřbitovu 5 000 věnců k uctění památky zemřelých. Po třinácti letech podobných darů se v roce 2005 na internetu rozšířila fotografie zasněžených náhrobků na hřbitově pokrytých věnci. Tisíce lidí volaly do Worcesteru a chtěly zopakovat kladení věnců na svých vlastních veteránských hřbitovech.
Na konci roku 2006 dodávala Worcesterova společnost věnce na více než 230 státních a národních hřbitovů a pomníků veteránů po celé zemi. Na více než 150 různých místech se současně konaly obřady s Arlingtonem. Kromě toho se v rámci projektu uskutečnila první "Veterans Honor Parade" s "Patriot Guard Riders", kteří doprovázeli věnce z Maine na hřbitov. Průvod, který se koná každý rok, nyní navštěvuje školy, památníky, domovy veteránů a obce na své trase.
Za pomoci veteránů a řidičů kamionů založil Worcester v roce 2007 neziskovou organizaci s názvem "Wreaths Across America". V prosinci 2008 schválil Senát Spojených států amerických rezoluci, která 13. prosinec 2008 označila za "Den věnců napříč Amerikou".
V roce 2014 dobrovolníci položili více než 700 000 vzpomínkových věnců na 1 000 míst ve Spojených státech a v zámoří, včetně památníku [[USS Arizona]] v Pearl Harboru, Bunker Hill, Valley Forge a Národního památníku 11. září v areálu Světového obchodního centra v New Yorku. V tomto roce se dobrovolníkům poprvé podařilo umístit věnce ve všech částech hřbitova. V roce 2016 se toto číslo zvýšilo na 1,2 milionu věnců, které byly položeny na více než 1 230 hřbitovech po celé zemi.
Proti organizaci Wreaths Across America byla vznesena obvinění ze střetu zájmů, protože tato charitativní organizace má výhradního ziskového dodavatele, společnost Worcester Wreath Company, kterou ve stejném městě rovněž provozuje rodina Morrillových. Nákupy věnců od této společnosti tvoří většinu příjmů a zisků charitativní organizace. Koncem roku 2015 deník The Wall Street Journal informoval o závažných střetech zájmů s možnými pochybeními při řízení a uzavírání smluv. Jen v roce 2015 deník informoval o zisku přes 1 milion dolarů z prodeje více než 850 000 věnců charitativní organizaci, což vyvolalo obavy ohledně konkurenčního výběrového řízení, přičemž uvedl, že několik konkurentů předneslo nabídku výrazně nižší než byla cena nabízená společností Worcester Wreath Company, ale tyto nabídky byly i přesto odmítnuty.

### 150. výročí
V květnu a červnu 2014 oslavil hřbitov 150. výročí svého založení měsíční sérií akcí, prohlídek a přednášek. Během těchto oslav představitelé hřbitova formálně přejmenovali starý amfiteátr na amfiteátr Jamese Tannera. James R. Tanner byl důstojník armády Unie, který během války přišel o obě nohy. Později se stal stenografem ministerstva války a zaznamenal mnoho prvních důkazů při vyšetřování atentátu na Abrahama Lincolna. Později působil ve Velké armádě republiky, skupině veteránů armády Unie. Tanner je pohřben několik metrů od amfiteátru.

## Členění hřbitova

Hroby bývalých otroků, označené nápisem "Citizen", v sekci 27

Hřbitov je rozdělen na 70 sekcí, přičemž některé sekce v jihovýchodní a západní části hřbitova jsou vyhrazeny pro budoucí rozšíření. Sekce 60 v jihovýchodní části hřbitova je pohřebištěm vojenského personálu zabitého ve "válce proti terorismu" od roku 2001. Sekce 21, známá také jako sekce sester, je pohřebištěm mnoha zdravotních sester a místem, kde se nachází památník sester ze španělsko-americké války a památník sester. Další sekce - Chaplains Hill - zahrnuje pomníky židovských, protestantských a římskokatolických vojenských kaplanů.
V roce 1901 byli vojáci Konfederace pohřbení v Soldiers' Home a na různých místech v Arlingtonu znovu pohřbeni v konfederační sekci, kterou v roce 1900 schválil Kongres. Dne 4. června 1914 věnovala organizace United Daughters of the Confederacy památník Konfederace, který navrhl Moses Ezekiel. Po své smrti v roce 1917 byl Ezekiel pohřben u základny památníku, neboť byl veteránem konfederační armády. Všechny náhrobky konfederátů v této části jsou spíše vrcholové než zaoblené.
V sekci 27 je pohřbeno více než 3 800 dříve zotročených lidí, kterým se za občanské války říkalo "Contrabandi". Jejich náhrobky jsou označeny slovem "Civilian" nebo "Citizen".

## Hrobová označení, výklenky a náhrobky
Ministerstvo pro záležitosti veteránů Spojených států amerických dohlíží na objednávky Správy národních hřbitovů na bezplatné umístění nápisů a věroučných emblémů pro pozůstalé po zemřelém, předložené s informacemi poskytnutými nejbližšími příbuznými, které se umisťují na vztyčené mramorové náhrobky nebo kryty kolumbárních výklenků. Ministerstvo pro záležitosti veteránů v současné době nabízí 63 povolených emblémů víry k umístění na náhrobky, které reprezentují víru zesnulého. Postupem času se tento počet zvýšil v důsledku právních námitek proti politice.
Před rokem 2007 Ministerstvo pro záležitosti veteránů Spojených států amerických (VA) nepovolovalo používání pentagramu jako "znaku víry" na náhrobcích na vojenských hřbitovech. Tato politika byla změněna na základě mimosoudního vyrovnání z 23. dubna po sérii žalob rodiny Patricka Stewarta proti VA..
V letech 1947–2001 byly na hřbitově povoleny soukromě zakoupené náhrobky. Úseky, ve kterých hřbitov takové značky povoloval, jsou téměř zaplněné a hřbitov v těchto úsecích zpravidla nepovoluje nové pohřby. Nicméně ve starších úsecích hřbitova se nachází celá řada soukromých značek umístěných před rokem 2001, včetně dělostřeleckého kusu.
Na hřbitově je 32 pohřbených padlých ve válkách Britského společenství národů, 11 z první a 19 z druhé světové války, a některé náhrobky jsou ve stylu Commonwealth War Graves Commission.

## Pamětní amfiteátr v Arlingtonu

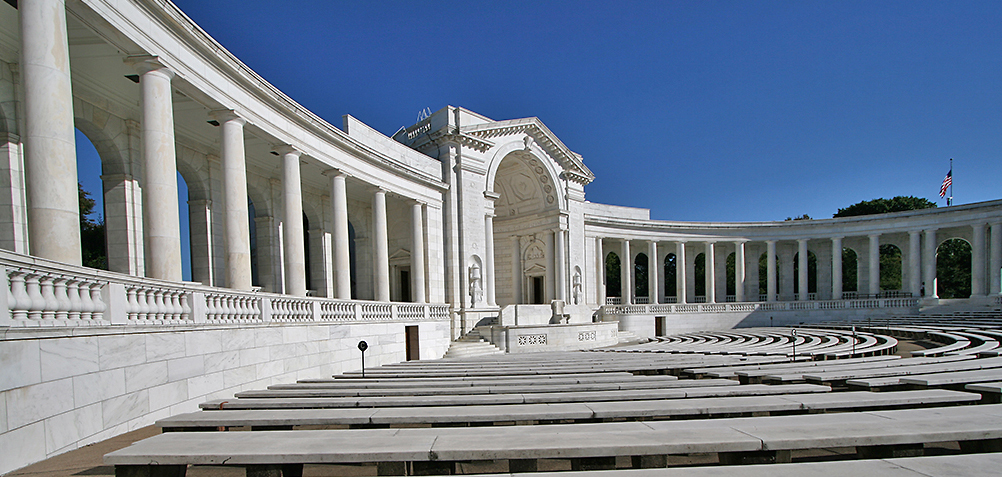
Interiér amfiteátru

Hrobka neznámých je součástí amfiteátru Arlington Memorial Amphitheater. V pamětním amfiteátru se konají státní pohřby a obřady ke Dni památky a Dni veteránů. Obřady se konají také na Velikonoce. Těchto svátečních obřadů se každoročně účastní asi 5 000 lidí. Stavba je postavena převážně z mramoru Imperial Danby z Vermontu. V pamětní výstavní síni mezi amfiteátrem a hrobkou neznámých je použit kámen Botticino, dovezený z Itálie. Amfiteátr byl výsledkem kampaně Ivoryho Kimballa za vybudování místa k uctění amerických vojáků/žen. Kongres stavbu schválil 4. března 1913. Woodrow Wilson položil základní kámen stavby 15. října 1915. Základní kámen obsahoval 15 předmětů včetně Bible a kopie americké Ústavy.
Než byl v roce 1921 dokončen pamětní amfiteátr v Arlingtonu, konaly se významné obřady v místě, které je dnes známé jako "starý amfiteátr". Tato stavba stojí na místě, kde měl kdysi Robert E. Lee své zahrady. Amfiteátr byl postaven v roce 1868 pod vedením generála občanské války Johna A. Logana. Generál James A. Garfield byl hlavním řečníkem na slavnostním ceremoniálu u příležitosti Dne dekorací 30. května 1868 a později byl v roce 1881 zvolen prezidentem Spojených států. Amfiteátr obklopuje kolonáda s mřížovou střechou, která kdysi podpírala síť vinné révy. Amfiteátr má mramorové pódium, známé jako "řečnický pult", na němž je vyryto národní heslo USA, které se nachází na velké pečeti Spojených států: E pluribus unum ("Z mnoha jeden"). Řečniště navrhl generál Montgomery C. Meigs, tehdejší kvartýrmajstr americké armády. Amfiteátr pojme 1 500 lidí a hostil takové řečníky, jako byl William Jennings Bryan.

## Památníky

### Hrob neznámého vojína
Hrobka neznámého vojína stojí na vrcholu kopce s výhledem na Washington, D.C. je jedním z nejnavštěvovanějších míst na hřbitově a je vyrobena z mramoru Yule vytěženého v Coloradu. Skládá se ze sedmi kusů o celkové hmotnosti 79 krátkých tun (72 metrických tun). Hrobka byla dokončena a zpřístupněna veřejnosti 9. dubna 1932 a stála 48 000 dolarů.
Později zde byli do hrobek uloženi další neznámí vojáci a hrobka se stala známou také jako Hrobka neznámých, ačkoli nikdy nebyla oficiálně pojmenována. Jsou zde pohřbeni tito vojáci:
- Neznámý voják z 1. světové války, pohřben 11. listopadu 1921; prezident Warren G. Harding předsedal.
- Neznámý voják z druhé světové války, pohřben 30. května 1958; pohřbu předsedal prezident Dwight D. Eisenhower.
- Neznámý voják z korejské války, pohřben rovněž 30. května 1958; předsedal opět prezident Dwight Eisenhower, jako nejbližší příbuzný vystupoval viceprezident Richard Nixon.
- Neznámý voják z války ve Vietnamu, pohřben 28. května 1984; předsedal prezident Ronald Reagan. Ostatky Neznámého vojína z Vietnamu byly na základě pověření prezidenta Billa Clintona pohřbeny 14. května 1998 a byly identifikovány jako ostatky 1. poručíka letectva Michaela J. Blassieho, jehož rodina je nechala znovu pohřbít poblíž svého domu v St. Louis ve státě Missouri. Bylo stanoveno, že krypta v Hrobce neznámých, která obsahovala ostatky neznámého Vietnamce, zůstane prázdná.

Hrob Neznámého vojína je od 2. července 1937 trvale střežen americkou armádou. Třetí americký pěší pluk ("Stará garda") začal hrobku střežit 6. dubna 1948. Při střežení hrobů se stráž řídí pečlivou rutinou. Stráž hrobky:
1. Pochoduje 21 kroků směrem na jih po černé podložce za hrobkou.
2. Otočí se doleva a na 21 sekund se postaví čelem k východu.
3. Otočí se doleva a na 21 sekund se postaví čelem k severu
4. Udělá 21 kroků po podložce
5. Opakuje se, dokud není voják uvolněn ze služby při střídání stráží.

Po každém otočení provede strážce prudký pohyb "ramenem k rameni" a položí zbraň na rameno, které je nejblíže návštěvníkům, na znamení toho, že strážce stojí mezi Hrobkou a případným ohrožením.
Jednadvacítka byla vybrána proto, že symbolizuje nejvyšší vojenskou poctu, kterou lze udělit - salvu z 21 zbraní.
Při každé otočce strážný provede přesné pohyby a následuje hlasité cvaknutí podpatků, jak je voják zaklapne k sobě. V létě se stráž střídá každou půlhodinu za denního světla, v zimě každou hodinu za denního světla a v noci (kdy je hřbitov pro veřejnost uzavřen) každé dvě hodiny bez ohledu na povětrnostní podmínky.

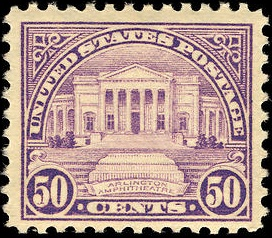
Známka s motivem Arlingtonského amfiteátru, vydána 1922

Dne 11. listopadu 1922, v den prvního výročí prvního pohřbení, byla vydána pamětní známka s vyobrazením amfiteátru. Zahrnuje původní Hrob neznámého vojína. Ostatky neznámého amerického vojáka z první světové války byly pohřbeny v Den příměří 11. listopadu 1921, později v roce 1931 byly překryty propracovanějším mramorovým sarkofágem.

### Další památníky

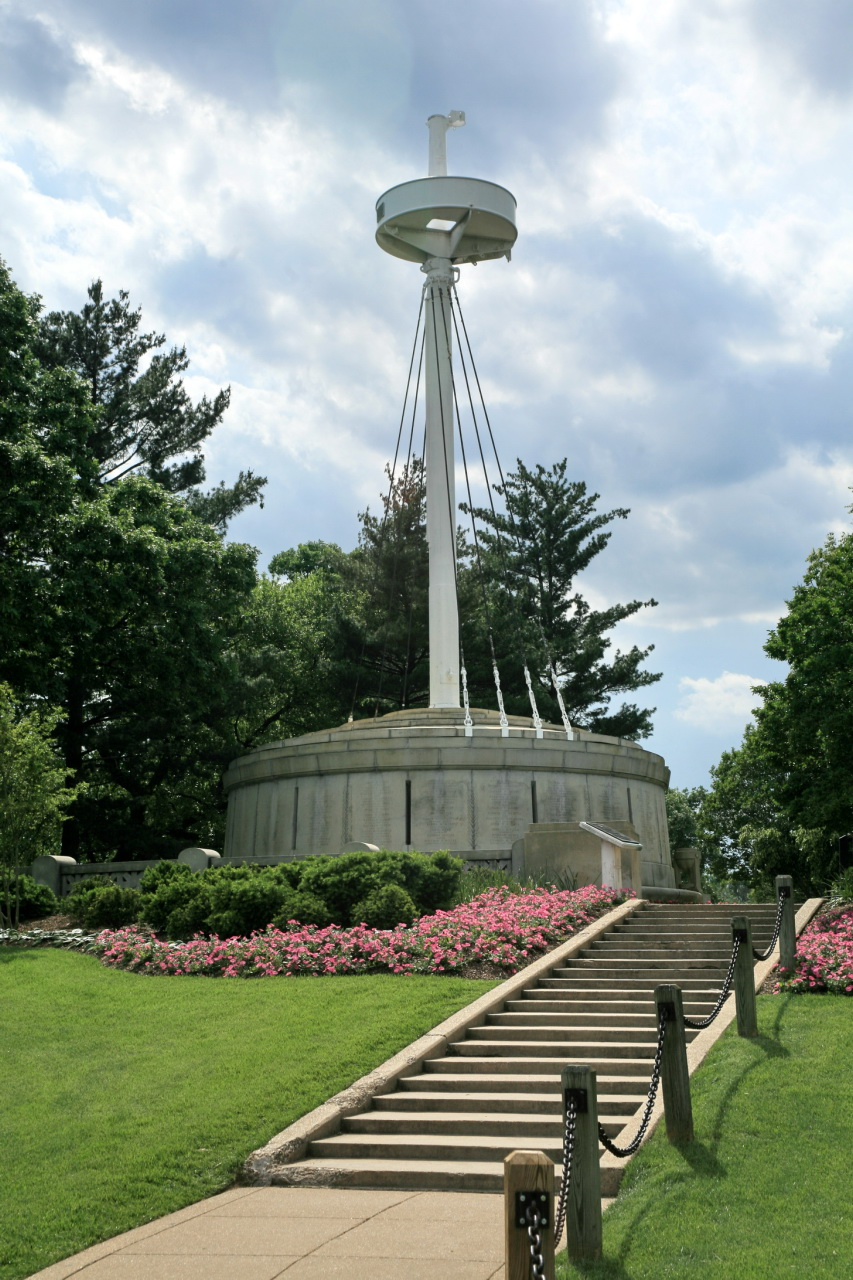
Památník USS Maine

V areálu hřbitova se nachází několik pomníků. Vzhledem k nedostatku místa pro pohřbívání a velkému množství prostoru, který památníky zabírají, však nyní americká armáda vyžaduje společnou nebo souběžnou rezoluci Kongresu, než na Arlingtonu umístí nové památníky.
Poblíž Hrobu neznámých stojí památník USS Maine Mast Memorial, který připomíná 266 mužů, kteří přišli o život na palubě USS Maine. Památník je postaven kolem stěžně zachráněného z vraku lodi. Památník sloužil jako místo dočasného odpočinku dvou zahraničních hlav států a vlád, které zemřely v exilu ve Spojených státech během druhé světové války: Manuela L. Quezona z Filipín a Ignacyho Jana Paderewského z Polska.
Památník raketoplánu Challenger byl vysvěcen 20. května 1986 na památku posádky vesmírného letu STS-51-L, která zahynula při startu 28. ledna 1986. Na zadní straně kamene je přepsán text básně Johna Gillespieho Mageeho, Jr. s názvem High Flight, kterou citoval tehdejší prezident Ronald Reagan, když se vyjadřoval k této katastrofě. Ačkoli mnoho ostatků bylo identifikováno a vráceno rodinám k soukromému pohřbu, některé nebyly identifikovány a byly uloženy pod pomníkem. Dva členové posádky, Dick Scobee a Michael Smith, jsou pohřbeni v Arlingtonu. Dne 1. února 2004 věnoval administrátor NASA Sean O'Keefe podobný památník těm, kteří zahynuli při rozpadu raketoplánu Columbia při návratu do atmosféry 1. února 2003. Astronauti Laurel Clarková, David Brown a Michael Anderson, kteří zahynuli při katastrofě Columbie, jsou rovněž pohřbeni v Arlingtonu.
Lockerbie Cairn je památník 270 obětí bombového útoku na let Pan Am 103 nad skotským Lockerbie. Památník je postaven z 270 kamenů, jeden za každou osobu, která při katastrofě zahynula. V části 64 byl 11. září 2002 odhalen památník 184 obětem útoků na Pentagon z 11. září 2002. Památník má tvar pětiúhelníku a jsou na něm uvedena jména všech obětí, které zahynuly. Pod ním jsou pohřbeny neidentifikované ostatky obětí.
25. června 1925 schválil prezident Calvin Coolidge žádost o vztyčení Obětního kříže Společenství se jmény všech občanů Spojených států, kteří přišli o život v bojích v kanadských jednotkách během první světové války. 11. listopadu 1927 byl památník vysvěcen a po korejské a druhé světové válce byla přidána jména občanů USA, kteří v těchto konfliktech padli.
Památník Laosu neboli Laoských veteránů Ameriky, věnovaný laoským a hmongským veteránům, kteří sloužili v amerických speciálních jednotkách a s poradci CIA během vietnamské války, aby bránili Laoské království před severovietnamskou invazí, se nachází na Grant Avenue poblíž památníku s věčným ohněm amerického prezidenta Johna F. Kennedyho.
V roce 2012 se v Kongresu začala projednávat legislativa, která má schválit "místo paměti" na hřbitově. Památník bude mít podobu kostnice určené k uložení fragmentů ostatků, které nelze identifikovat pomocí analýzy DNA. Ostatky budou před uložením do památníku zpopelněny.

## Postupy pohřbívání

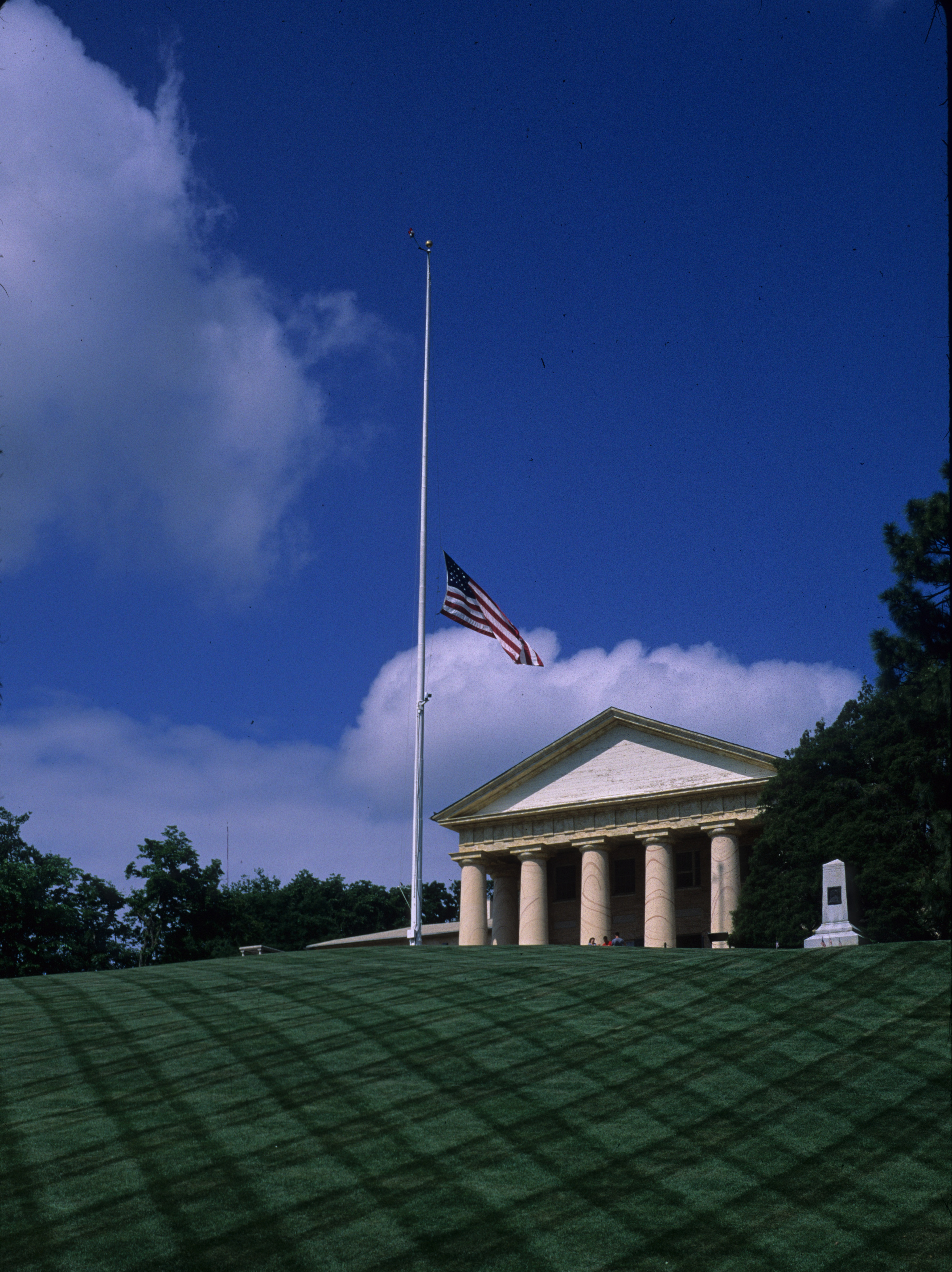
Během pohřbů je vlajka u Arlington House spuštěna na půl žerdi.

Vlajky na hřbitově jsou vyvěšeny na půl žerdi od půl hodiny před prvním pohřbem do půl hodiny po posledním pohřbu každý den. Pohřby se obvykle konají pět dní v týdnu, s výjimkou víkendů.
Pohřby, včetně pohřbů a pohřbů do hrobu, se v průměru pohybují mezi 27 a 30 pohřby denně. Ročně se na hřbitově uskuteční přibližně 6 900 pohřbů.
S více než 400 000 pohřby má hřbitov druhý největší počet pohřbů ze všech národních hřbitovů ve Spojených státech. Největším ze 130 národních hřbitovů je Calvertonský národní hřbitov na Long Islandu poblíž Riverheadu ve státě New York, na kterém se ročně uskuteční více než 7 000 pohřbů.
Kromě pohřbívání do země má hřbitov také jedno z největších kolumbárií pro zpopelněné ostatky v zemi. V současné době jsou v provozu čtyři hřbitovy, každý s 5 000 výklenky. Po dokončení výstavby bude k dispozici devět dvorů s celkem 50 000 nikami; kapacita pro 100 000 ostatků. Na pohřbení v kolumbáriu má nárok každý čestně propuštěný veterán, který někdy sloužil v aktivní službě (kromě výcviku).

### Kritéria pro pohřbívání

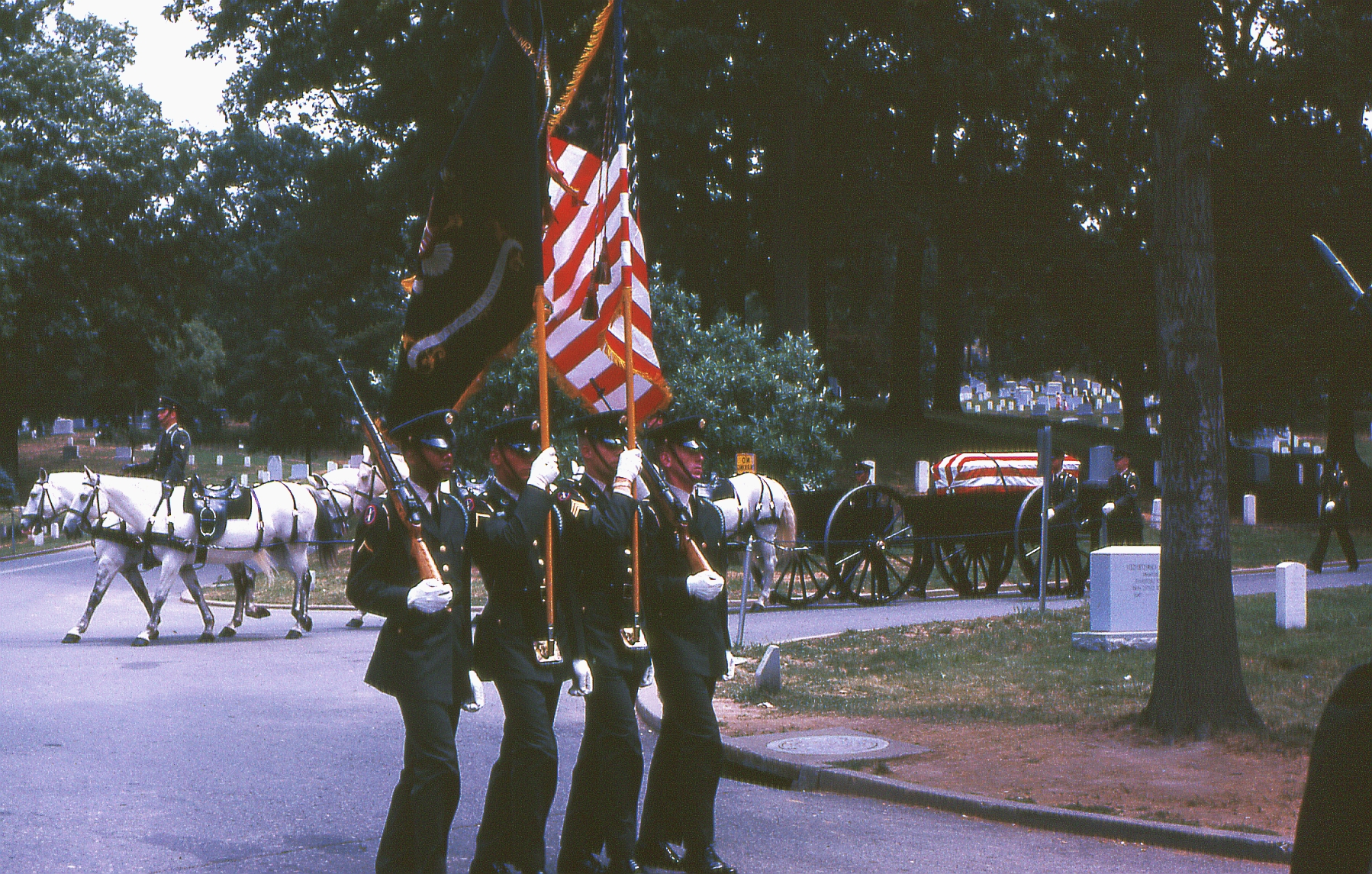
Vojenský pohřební průvod na Arlingtonském národním hřbitově, červenec 1967

Část 553 (Armádní národní vojenské hřbitovy) hlavy 32 Sbírky federálních předpisů (Code of Federal Regulations, CFR) stanoví předpisy pro hřbitov, včetně způsobilosti pro pohřbení (pohřbení do země) a inurnumaci. Vzhledem k omezenému prostoru jsou kritéria způsobilosti pro pohřbení do země přísnější než na jiných národních hřbitovech a také přísnější než pro pohřbení v kolumbáriu.
Níže uvedené osoby jsou způsobilé pro pohřbení do země na hřbitově, pokud není řečeno jinak. Poslední období aktivní služby bývalých příslušníků ozbrojených sil musí skončit čestně. Pohřbít lze ostatky v rakvi nebo zpopelněné ostatky.
- Každý příslušník ozbrojených sil v činné službě (s výjimkou příslušníků, kteří slouží v činné službě pouze pro výcvik). Jakýkoli veterán, který je ve výslužbě a má nárok na výsluhový příspěvek ze služby v ozbrojených silách, včetně příslušníků záložní složky ve výslužbě, kteří sloužili v aktivní službě (jiné než pro výcvik).
- Každý bývalý příslušník ozbrojených sil, který byl před 1. říjnem 1949 ze zdravotních důvodů čestně propuštěn a který byl ke dni propuštění hodnocen jako 30 % nebo více invalidní.
- Každý bývalý příslušník ozbrojených sil, kterému bylo uděleno jedno z následujících vyznamenání:
  - Medaile cti
  - Kříž za vynikající službu, Námořní kříž nebo Letecký kříž
  - Stříbrná hvězda
  - Purpurové srdce
- Každý bývalý příslušník ozbrojených sil, který sloužil v aktivní službě (kromě výcviku) a zastával některou z následujících funkcí:
  - volenou funkci ve vládě USA (např. mandát v Kongresu).
  - Úřad předsedy Nejvyššího soudu Spojených států amerických nebo přidruženého soudce Nejvyššího soudu Spojených států amerických.
  - úřad uvedený v době, kdy osoba zastávala danou funkci, v 5 USC 5312 nebo 5313 (úroveň I a II seznamu výkonné moci)
  - vedoucí mise, který byl kdykoli během svého působení zařazen do třídy I podle ustanovení § 411 zákona ze dne 13. srpna 1946, 60 Stat. 1002, ve znění pozdějších předpisů (22 USC 866) nebo podle seznamu v memorandu ministerstva zahraničí ze dne 21. března 1988.
- každý bývalý válečný zajatec, který v době, kdy byl válečným zajatcem, sloužil čestně v aktivní vojenské, námořní nebo letecké službě, jehož poslední období vojenské, námořní nebo letecké služby skončilo čestně a který zemřel dne 30. listopadu 1993 nebo později
- manžel/manželka, vdova nebo vdovec, nezletilé dítě nebo trvale závislé dítě a některé svobodné dospělé děti kteréhokoli z výše uvedených oprávněných veteránů.

- vdova nebo vdovec po:

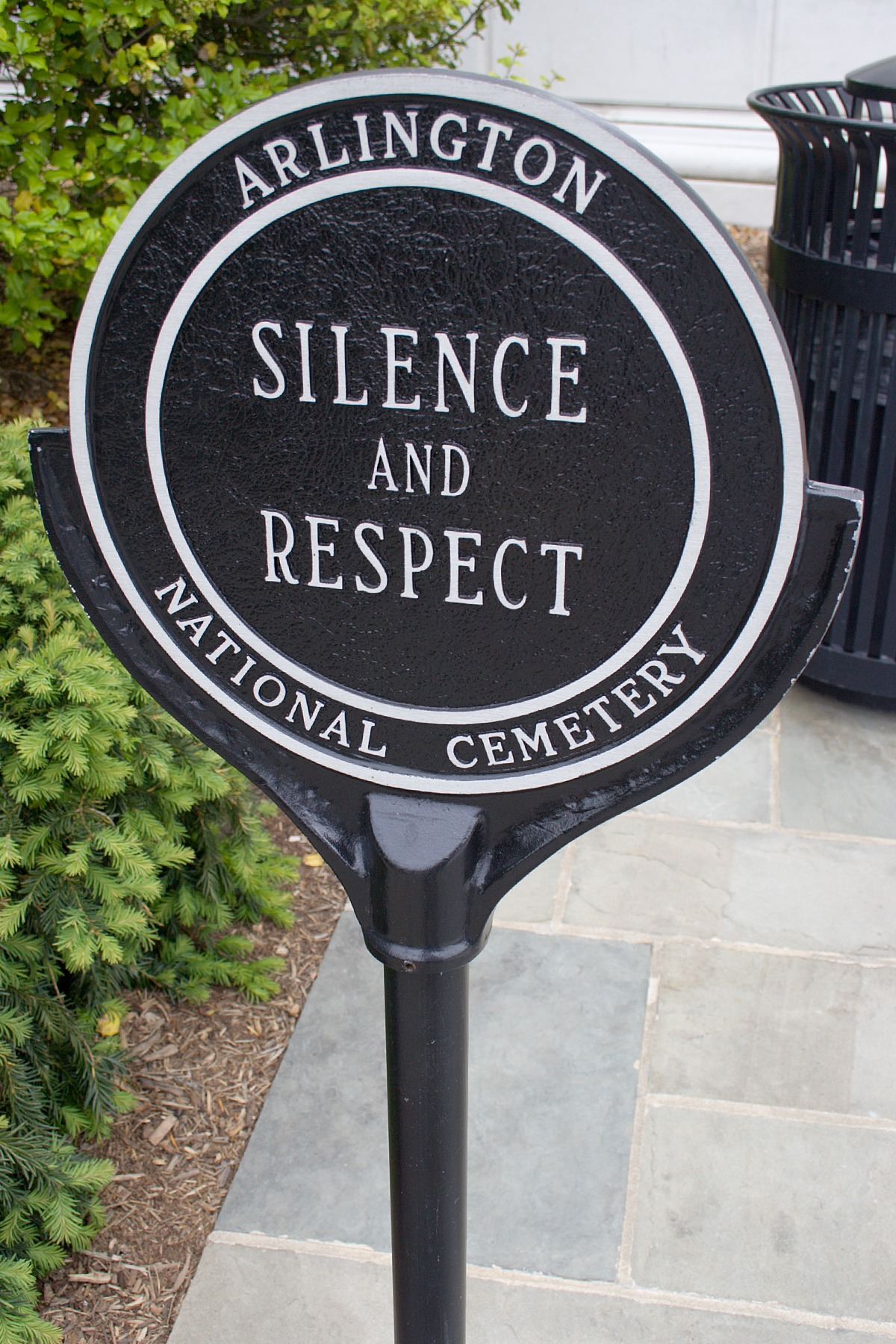
Na Arlingtonském národním hřbitově je vyžadováno uctivé ticho.

  - příslušníkovi ozbrojených sil, který se ztratil nebo byl pohřben na moři nebo vypadl z letadla nebo byl úředně označen za trvale nepřítomného se statusem nezvěstného nebo pohřešovaného v akci
  - příslušníkovi ozbrojených sil, který je pohřben na vojenském hřbitově USA v zámoří, který spravuje Americká komise pro památníky bitev (American Battle Monuments Commission)
  - manželovi/manželce, nezletilému dítěti nebo trvale závislému dítěti osoby, která je již pohřbena na Arlingtonském národním hřbitově.
  - Rodiči nezletilého dítěte nebo trvale závislého dítěte, jehož ostatky jsou na základě nároku rodiče již pohřbeny na Arlingtonském národním hřbitově. Manžel/manželka rozvedený/rozvedená s primárně oprávněnou osobou nebo ovdovělý/ovdovělá a znovu se oženil/oženilá nemá nárok na pohřeb.
- Za předpokladu splnění určitých podmínek může být bývalý příslušník ozbrojených sil pohřben do stejného hrobu s blízkým příbuzným, který je již pohřben a je primárně oprávněný

### Kritéria pro pohřbívání v kolumbáriu
Přinejmenším zčásti kvůli nedostatku místa na hřbitově pro pohřbívání do země jsou normy pro pohřbívání (uložení zpopelněných ostatků) v kolumbáriu v současné době mnohem méně přísné než pro pohřbívání do země na hřbitově. Obecně platí, že nárok na pohřbení má každý bývalý příslušník ozbrojených sil, který sloužil v aktivní službě (kromě výcviku) a jehož poslední služba skončila se ctí. Nárok na pohřbení je plně popsán v 32 C.F.R. § 553.15a.

### Zákazy pohřbení nebo pietního uložení
Kongres čas od času vytváří zakázané kategorie osob, které, i když mají jinak nárok na pohřbení, tento nárok ztrácejí. Jeden takový zákaz se týká určitých osob, které byly odsouzeny za spáchání určitých státních nebo federálních hrdelních zločinů, jak jsou definovány v 38 U.S. Code § 2411. Smrtelný trestný čin je v zákoně konkrétně definovaný pojem a v případě státních trestných činů může zahrnovat trestné činy, za které lze uložit doživotní trest (s podmíněným propuštěním nebo bez něj). Původně bylo toto ustanovení odůvodněno tím, že má zabránit tomu, aby Timothy McVeigh mohl být odsouzen na Arlingtonském národním hřbitově, ale od té doby bylo změněno tak, aby se zabránilo i dalším osobám.
Podle téhož zákona jsou rovněž zakázány osoby, o nichž bylo na základě jasných a přesvědčivých důkazů rozhodnuto, že se takovému odsouzení vyhnuly smrtí nebo útěkem.

## Významné pohřby

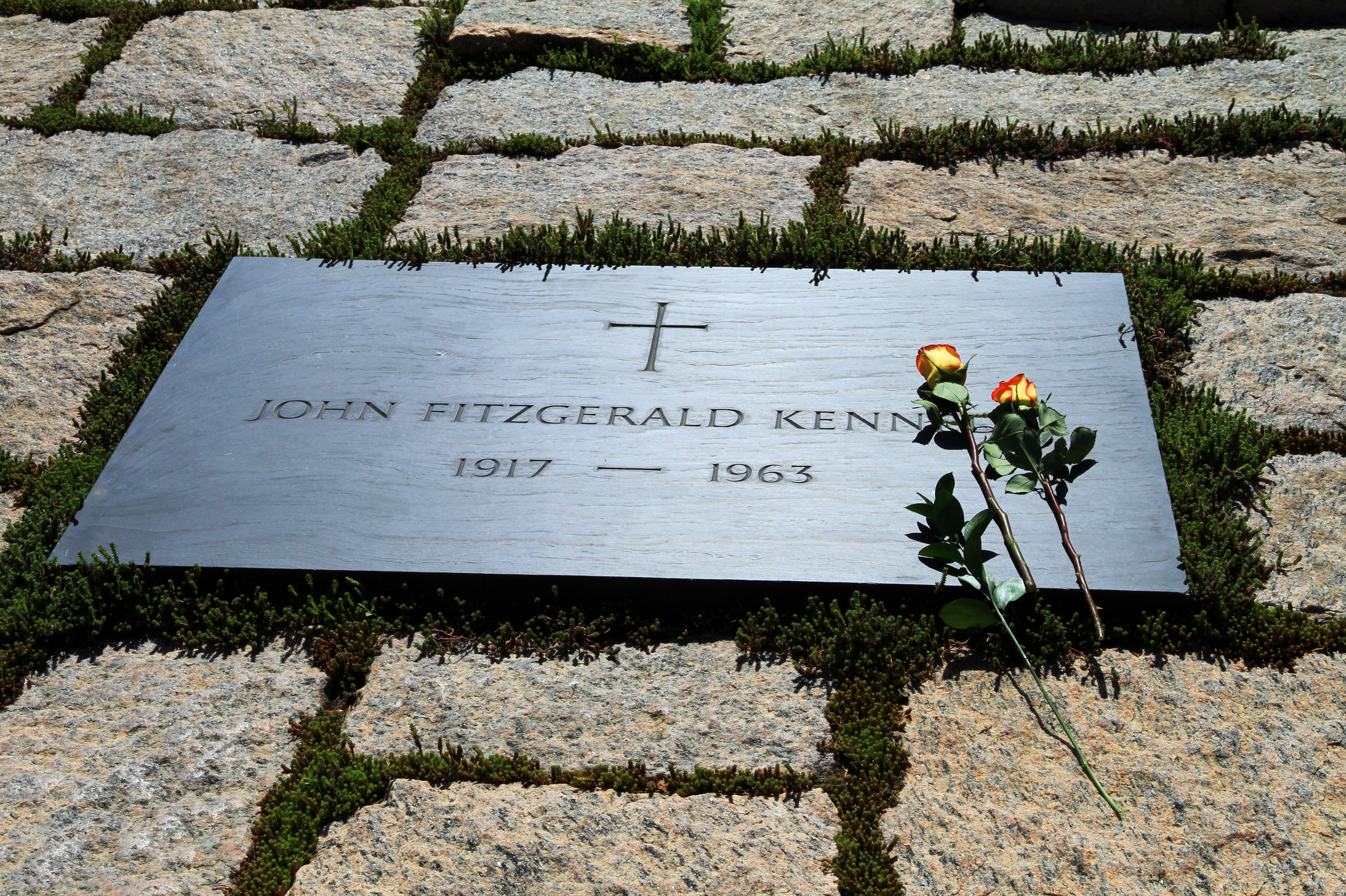
Pomník na hrobě bývalého amerického prezidenta Johna F. Kennedyho

Prvním vojákem pohřbeným v Arlingtonu byl 13. května 1864 vojín William Henry Christman z Pensylvánie. Na Arlingtonském národním hřbitově je pohřbeno 396 nositelů Medaile cti.
V Arlingtonu se konalo pět státních pohřbů: pohřby prezidentů Williama Howarda Tafta a Johna F. Kennedyho, jeho dvou bratrů, senátora Roberta F. Kennedyho a senátora Edwarda "Teda" Kennedyho, a také armádního generála Johna J. Pershinga. Bez ohledu na to, zda byli či nebyli příslušníky válečných služeb, mají američtí prezidenti nárok na pohřbení v Arlingtonu, protože jako vrchní velitelé dohlíželi na ozbrojené síly.
Mezi nejnavštěvovanější místa na hřbitově patří hrob prezidenta Johna F. Kennedyho a Jacqueline Kennedyové Onassisové, kteří jsou pohřbeni nedaleko spolu se synem Patrickem a mrtvě narozenou dcerou Arabellou. Kennedyho ostatky zde byly pohřbeny 14. března 1967, přičemž se jednalo o přesun z původního arlingtonského pohřebiště, vzdáleného asi 20 stop (6,1 m), kde byl pohřben v listopadu 1963. Hrob je označen "věčným plamenem". Ostatky jeho bratrů, senátora Roberta F. Kennedyho a senátora Edwarda M. "Teda" Kennedyho, jsou pohřbeny nedaleko. Poslední dva jmenované hroby jsou označeny jednoduchými kříži a náhrobními kameny. Dne 1. prosince 1971 bylo tělo Roberta Kennedyho znovu pohřbeno 100 stop (30 m) od původního místa pohřbu z června 1968.
Na hřbitově jsou pohřbeni dva z astronautů, kteří 27. ledna 1967 zahynuli při požáru uvnitř velitelského modulu Apolla 1, Gus Grissom a Roger Chaffee. V dubnu 2017 byl na hřbitově pohřben John Glenn, první Američan, který obletěl Zemi, a dlouholetý senátor USA za Ohio.
Na hřbitově byl pohřben britský diplomat a polní maršál sir John Dill, který zemřel ve Washingtonu během druhé světové války. Jezdecká socha na Dillově hrobě je jednou ze dvou takových soch na hřbitově; druhou je socha generálmajora Philipa Kearnyho.
Na Arlingtonu je pohřben Lauri Törni, známý tím, že sloužil ve finské armádě během zimní války, v německé armádě během druhé světové války a v americké armádě během války ve Vietnamu. Je jediným bývalým příslušníkem Waffen-SS, který je zde pohřben.

## Požadavky na návštěvníky
V roce 2016 hřbitov oznámil zásady a postupy, které omezují přístup návštěvníků do areálu hřbitova a z nichž některé by mohly způsobit zdržení návštěvníků.

### Používání jízdních kol
V souladu s konečným rozhodnutím ministerstva obrany, které bylo vydáno v roce 2016, hřbitov v zásadách pro cyklisty uvádí, že jízda na kole představuje potenciální bezpečnostní riziko a je povolena pouze v areálu hřbitova s rodinným průkazem.

### Bezpečnostní postupy
V září 2016 oznámil úřadující správce hřbitova Hallinan, že hřbitov zvyšuje bezpečnostní opatření pro své návštěvníky. Kromě namátkových kontrol totožnosti a dalších již zavedených bezpečnostních opatření bude hřbitov vyžadovat, aby chodci vstupovali na stanovených přístupových místech: hlavním vchodem na Memorial Avenue, branou Ord a Weitzel a branou Old Post Chapel na Joint Base Myer-Henderson Hall. Před vstupem na hřbitov hlavním vchodem jsou nyní všichni chodci kontrolováni v uvítacím centru hřbitova. Při vstupu na hřbitov musí všechna vozidla předložit platný, vládou vydaný průkaz totožnosti s fotografií, například řidičský průkaz nebo cestovní pas. Vozidla také podléhají namátkovým kontrolám. Hallinan uvedl, že tyto procesy mohou vést ke zdržení při vjezdu na hřbitov.

## Zajímavost
Režisér Miloš Forman zde také natáčel závěrečnou scénu filmu Vlasy s písní „Let the Sunshine In“.